# Février 1977

## Évènements
- Jimmy Carter relance les pourparlers de paix. Israël refuse tout entretient avec l’OLP.
- Mesures d’austérité au Portugal. Dévaluation de l’escudo de 15 %. Vente de 110 tonnes d’or accumulés par Salazar. Augmentation du loyer de l’argent et des tarifs publics. Hausse du prix des carburants.

- 5 février : création du Parti de la Révolution en Tanzanie (Chama cha Mapinduzi).
- 11 février : prise de pouvoir par le colonel Mengistu en Éthiopie.
- 11 - 12 février : visite officielle de Valéry Giscard d'Estaing au Mali.
- 13 février, (Rallye automobile) : arrivée du Rallye de Suède.
- 24 février[1] : nouvelle constitution en Afghanistan. Mohammed Daoud Khan est élu au poste tout-puissant de président.
- 24 février[2],[3] : premier séquençage d'ADN, par l'équipe de Frederick Sanger.

## Naissances
- 1er février :
  - Anne-Claire Coudray, journaliste et animatrice de télévision française.
- 2 février : 
  - Shakira Isabel Mebarak Ripoll dite « Shakira », chanteuse libano-colombienne.
  - Sebastian Ströbel, acteur allemand
- 3 février : 
  - Pierre Kiwitt, acteur franco-allemand
- 4 février : Bruno Castanheira, coureur cycliste portugais († 14 septembre 2014).
- 5 février : 
  - Simone Cristicchi, chanteur italien, auteur-compositeur-interprète
  - Pavel Novotný, acteur tchèque
- 7 février : Thomas Andrieux, joueur puis entraîneur français de basket-ball.
- 8 février : Dave Farrell, bassiste du groupe néo métal pop rock Linkin Park.
- 11 février : 
  - Mike Shinoda, musicien, producteur de musique américain, rappeur du groupe néo métal pop rock Linkin Park.
  - Ari Gold, chanteur américain († 14 février 2021).
- 12 février : Omar Daf, footballeur et entraineur sénégalais.
- 14 février : Itziar Castro, actrice espagnole († 8 décembre 2023).
- 19 février :
  - Antonio Ferrera, matador espagnol.
  - Dani Martín, chanteur et acteur espagnol.
- 20 février : Fred Testot, comédien et humoriste français.
- 26 février : 
  - Khadija El Hamdaoui, judokate marocaine.
  - Koxie, chanteuse française.
  - Tim Thomas, basketteur américain.
  - Shane Williams, joueur de rugby gallois.
- 27 février : Didargylyç Urazow, footballeur turkmène († 7 juin 2016).

## Décès
- 9 février : Ollie Klee, joueur américain de baseball (° 20 mai 1900).